# Rhön-Klinikum
 (février 2009).
Si vous disposez d'ouvrages ou d'articles de référence ou si vous connaissez des sites web de qualité traitant du thème abordé ici, merci de compléter l'article en donnant les références utiles à sa vérifiabilité et en les liant à la section « Notes et références ».
Rhön-Klinikum est une entreprise allemande gérant des hôpitaux. Elle fait partie du SDAX. En septembre 2013, elle annonce vendre une grande partie de son activité à Fresenius pour 3,07 milliards d'euros. Cette vente comprend 43 hôpitaux.